# El tren de Estambul
El Tren de Estambul es la segunda novela de importancia escrita por Graham Greene. Está ambientada en un viaje en tren desde Ostende a Estambul. La obra de 1932, que fue publicada en Estados Unidos con el título de Orient Express, se convirtió en el primer gran éxito del autor. Fue elegida como libro del mes por la Book Society y en 1934 fue adaptada al cine bajo el nombre de Orient Express. 

## Introducción
El Tren de Estambul es una de las muchas obras que el autor clasificó como “de entretenimiento”. Sin embargo, aunque algunos elementos de la novela han sido descritos como “incidentes melodramáticos propios de los thrillers más convencionales”, el objetivo de Greene era usarlos para ir más allá de su paradigma básico para “producir obras que pueden ser consideradas como arte y al tiempo atraer una gran audiencia”.  
Con anterioridad a este libro, Greene publicó dos novelas que no tuvieron éxito y que más tarde repudió, The Name of Action (1930) y Rumour at Nightfall (1932). En su autobiografía, describe cómo “Por primera y última vez en mi vida me propuse deliberadamente escribir un libro para complacer, uno que con suerte podría llevarse a la gran pantalla.”

## Resumen de la trama
La trama se centra en la vida de los pasajeros a bordo de un expreso de lujo que hace un viaje de tres días desde Ostende a Estambul (aunque Greene utiliza el antiguo nombre de la ciudad, Constantinopla). La novela empieza a bordo del ferry en el que varios de los protagonistas han viajado desde Inglaterra. Mabel Warren y Janet Pardoe se suben al tren más tarde en Colonia y Josef Grünlich en Viena. Aunque estos personajes viajan con diferentes propósitos, sus vidas se entrelazan durante el transcurso del viaje. 
Gran parte de la trama se centra en Carleton Myatt, un astuto y práctico hombre de negocios que comercia con grosellas y tiene intereses comerciales en Estambul. El motivo de su viaje es la sospecha de que el representante de su empresa en Turquía, Eckman, lo ha estado timando. En su viaje por la Europa de entreguerras, Myatt tendrá que hacer frente a actitudes antisemitas, tanto dentro como fuera del tren. 
El Dr.Czinner, un antiguo médico convertido en líder comunista, es ahora un fugitivo que viaja con un pasaporte británico falso después de haber ejercido como profesor durante cinco años en una escuela masculina británica. Planea liderar una revolución comunista en Belgrado, pero descubre que el levantamiento tuvo lugar de forma precipitada y fracasó. No obstante, decide volver a la capital serbia para ser juzgado como gesto político. Sin embargo, ha sido reconocido por Mabel Warren, una periodista lesbiana que residía en Colonia y que viajaba con su pareja, Janet Pardoe. Warren cree que está ante una noticia de gran importancia. Cuando el tren llega a Viena, la periodista sale del vagón para llamar a su oficina, pero le roban el bolso y se ve obligada a quedarse en la ciudad. El ladrón era Grünlich, que acaba de matar a un hombre durante un intento de robo y sube al tren con el dinero de Warren. Abandonada y despechada, Warren jura publicar la historia de Czinner por otros medios.  
Al llegar a Subotica, justo en la frontera con Yugoslavia, las autoridades detienen el tren y arrestan a Czinner. Junto a este último, también son detenidos Grünlich, por posesión de armas, y Coral, a quien Czinner previamente había dado una carta para que la entregara en su nombre. Se lleva a cabo un consejo de guerra en el cual a Czinner le permiten dar, en vano, el discurso político que tenía previsto para su juicio farsa. Es condenado a ser fusilado esa misma tarde, mientras que Grünlich será encarcelado durante un mes y después deportado a Viena. Al día siguiente, Coral será deportada a Inglaterra. 
Retienen a los tres prisioneros en una sala de espera, pero el ingenioso Grünlich es capaz de forzar la puerta y los tres se dan a la fuga. Sólo Grünlich consigue escapar; Czinner resulta herido y Coral lo esconde en un granero, donde muere. A la mañana siguiente, Mabel Warren llega a Subotica en busca de su historia y se lleva a Coral de vuelta a Colonia. A Mabel le gusta Coral y la quiere como nueva amante, pero la historia se interrumpe cuando a Coral le da un ataque al corazón en el asiento trasero del coche, y su destino queda en el aire. 

## Temas
La novela transmite una cierta sensación de malestar que refleja tanto las circunstancias económicas del autor cuando la escribió como el pesimismo de la época de la Gran Depresión en Inglaterra. En 1971, Greene declaró que "las páginas están demasiado impregnadas de las preocupaciones de la época y el sentimiento de fracaso. […] Cuando terminé El Tren de Estambul, los días de estabilidad casi se habían terminado. Incluso mis sueños estaban llenos de inquietud". 
El retrato del antisemitismo, mostrado por varios personajes y que afecta especialmente a Myatt, se convertiría más tarde en objeto de controversia. Se ha planteado la cuestión de hasta qué punto Greene compartía estas opiniones y las estaba demostrando en su representación de Myatt.  

## Adaptaciones
Se hicieron dos adaptaciones cinematográficas de la novela de Greene, las cuales desdeñó el propio autor: Orient Express de 1934 y la adaptación televisiva de la BBC de 1962 El tren de Estambul.  